# Партизанское сельское поселение (Тюменская область)
Партизанское се́льское поселе́ние — муниципальное образование в Абатском районе Тюменской области Российской Федерации.
Административный центр — посёлок Партизан.

## История
Статус и границы сельского поселения установлены Законом Тюменской области от 5 ноября 2004 года № 263 «Об установлении границ муниципальных образований Тюменской области и наделении их статусом муниципального района, городского округа и сельского поселения».

## Население
| 2010 | 2011 | 2012 | 2013 | 2014 | 2015 | 2016 |
| ---- | ---- | ---- | ---- | ---- | ---- | ---- |
| 573  | ↘571 | ↘547 | ↘529 | ↘513 | ↘480 | ↘476 |
| 2017 | 2018 | 2019 | 2020 | 2021 | 2023 |      |
| ↘454 | ↘427 | ↘402 | ↘384 | ↗424 | ↘390 |      |

## Состав сельского поселения
| № | Населённый пункт | Тип населённого пункта          | Население |
| - | ---------------- | ------------------------------- | --------- |
| 1 | Волостная        | деревня                         | ↘63       |
| 2 | Камышинская      | деревня                         | ↘97       |
| 3 | Партизан         | посёлок, административный центр | ↘413      |